# Nilradikál okruhu
Nilradikál je pojem z oboru komutativní algebry. Jedná se o ideál v komutativním okruhu složený ze všech nilpotentních prvků. Alternativně může být definován jako radikál nulového ideálu. Odtud plyne značení {\displaystyle {\sqrt {(0)}}}.

## Vlastnosti
- Nilradikál je ideálem, protože máme-li prvky {\displaystyle a,x,y\in R} takové, že {\displaystyle x^{n}=0} a {\displaystyle y^{m}=0}, pak i {\displaystyle (x+y)^{m+n-1}=0} a {\displaystyle (ax)^{n}=0}.
- Nilradikál je roven průniku všech prvoideálů,[1] což lze dokázat pomocí principu maximality.
- Okruh je složený ze samých nilpotentních prvků a jednotek právě tehdy, když je faktorokruh podle nilradikálu komutativním tělesem.

## Příklady
- V okruhu modulární aritmetiky {\displaystyle \mathbb {Z} /8\mathbb {Z} } je nilradikál tvořen prvky {\displaystyle {0,2,4,6}}.
- V okruhu {\displaystyle \mathbb {Z} /36\mathbb {Z} } jsou dva prvoideály, totiž hlavní ideály {\displaystyle (2)} a {\displaystyle (3)}. Jejich průnikem je ideál {\displaystyle (6)={0,6,12,18,24,30}}, který je nilradikálem, ale není prvoideálem.
- V okruhu mnohočlenů s proměnnými {\displaystyle X_{1},\dots ,X_{n}} nad okruhem {\displaystyle R} je nilradikál tvořen těmi mnohočleny, které mají všechny koeficienty nilpotentní.